# Deyme
Deyme est une commune française située dans le nord-est du département de la Haute-Garonne, en région Occitanie. Elle fait partie de la communauté d'agglomération du Sicoval. Sur le plan historique et culturel, la commune est dans le Lauragais, l'ancien « Pays de Cocagne », lié à la fois à la culture du pastel et à l’abondance des productions, et de « grenier à blé du Languedoc ».
Exposée à un climat océanique altéré, elle est drainée par le canal du Midi, l'Hers-Mort, le ruisseau de Rivals, le ruisseau des Rosiers et par divers autres petits cours d'eau. La commune possède un patrimoine naturel remarquable composé d'une zone naturelle d'intérêt écologique, faunistique et floristique.
Deyme est une commune urbaine qui compte 1 412 habitants en 2022, après avoir connu une forte hausse de la population depuis 1975. Elle appartient à l'unité urbaine de Toulouse et fait partie de l'aire d'attraction de Toulouse. Ses habitants sont appelés les Deymois ou  Deymoises.
Le patrimoine architectural de la commune comprend deux  immeubles protégés au titre des monuments historiques : le pont de Deyme, inscrit en 1998, et l'aqueduc de la Joncasse, inscrite en 1998.

## Géographie

### Localisation
La commune de Deyme se trouve dans le département de la Haute-Garonne, en région Occitanie.
Elle se situe à 15 km à vol d'oiseau de Toulouse, préfecture du département, et à 5 km d'Escalquens, bureau centralisateur du canton d'Escalquens dont dépend la commune depuis 2015 pour les élections départementales.
La commune fait en outre partie du bassin de vie de Toulouse.
Les communes les plus proches sont : 
Pompertuzat (1,5 km), Donneville (1,9 km), Corronsac (2,4 km), Montbrun-Lauragais (2,6 km), Péchabou (2,8 km), Montlaur (3,7 km), Rebigue (3,8 km), Espanès (4,3 km).
Sur le plan historique et culturel, Deyme fait partie du pays toulousain, une ceinture de plaines fertiles entrecoupées de bosquets d'arbres, aux molles collines semées de fermes en briques roses, inéluctablement grignotée par l'urbanisme des banlieues.
Deyme est limitrophe de cinq autres communes.
Les communes limitrophes sont Pompertuzat, Belberaud, Corronsac, Donneville, Montbrun-Lauragais et Montlaur.
| Pompertuzat |                    | Belberaud  |
| Corronsac   | Deyme              | Montlaur   |
|             | Montbrun-Lauragais | Donneville |

### Géologie et relief
La superficie de la commune est de 705 hectares ; son altitude varie de 148  à   275 mètres.

### Hydrographie

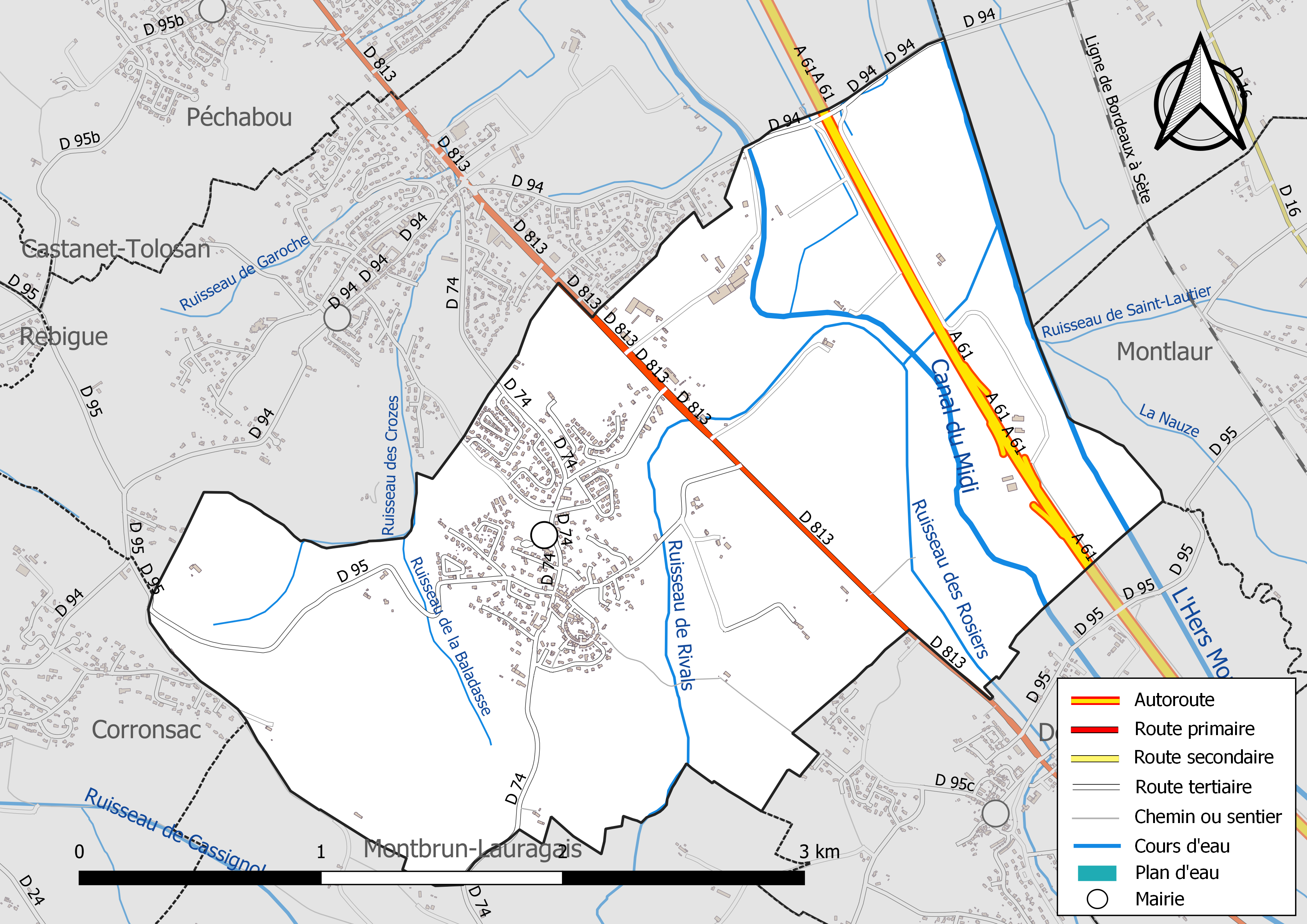
Réseaux hydrographique et routier de Deyme.

La commune est dans le bassin de la Garonne, au sein du bassin hydrographique Adour-Garonne. Elle est drainée par le canal du Midi, l'Hers-Mort, le ruisseau de Rivals, le ruisseau des Rosiers, le ruisseau de Juncarolle, le ruisseau de la Baladasse, le ruisseau des Crozes et par divers petits cours d'eau, constituant un réseau hydrographique de 13 km de longueur totale,.
Le canal du Midi, d'une longueur totale de 239,8 km, est un canal de navigation à bief de partage qui relie Toulouse à la mer Méditerranée depuis le xviie siècle.
L'Hers-Mort, d'une longueur totale de 89,3 km, prend sa source dans la commune de Laurac (11) et s'écoule du sud-est vers le nord-ouest. Il traverse la commune et se jette dans la Garonne à Grenade, après avoir traversé 40 communes.

### Climat
Pour des articles plus généraux, voir Climat de l'Occitanie et Climat de la Haute-Garonne.
En 2010, le climat de la commune est de type climat du Bassin du Sud-Ouest, selon une étude s'appuyant sur une série de données couvrant la période 1971-2000. En 2020, Météo-France publie une typologie des climats de la France métropolitaine dans laquelle la commune est exposée à un climat océanique altéré et est dans la région climatique Aquitaine, Gascogne, caractérisée par une pluviométrie abondante au printemps, modérée en automne, un faible ensoleillement au printemps, un été chaud (19,5 °C), des vents faibles, des brouillards fréquents en automne et en hiver et des orages fréquents en été (15 à 20 jours).
Pour la période 1971-2000, la température annuelle moyenne est de 13,3 °C, avec une amplitude thermique annuelle de 15,5 °C. Le cumul annuel moyen de précipitations est de 794 mm, avec 10,1 jours de précipitations en janvier et 6 jours en juillet. Pour la période 1991-2020, la température moyenne annuelle observée sur la station météorologique la plus proche, située sur la commune de Cugnaux à 16 km à vol d'oiseau, est de 14,3 °C et le cumul annuel moyen de précipitations est de 635,7 mm,. Pour l'avenir, les paramètres climatiques de la commune estimés pour 2050 selon différents scénarios d'émission de gaz à effet de serre sont consultables sur un site dédié publié par Météo-France en novembre 2022.

### Milieux naturels et biodiversité

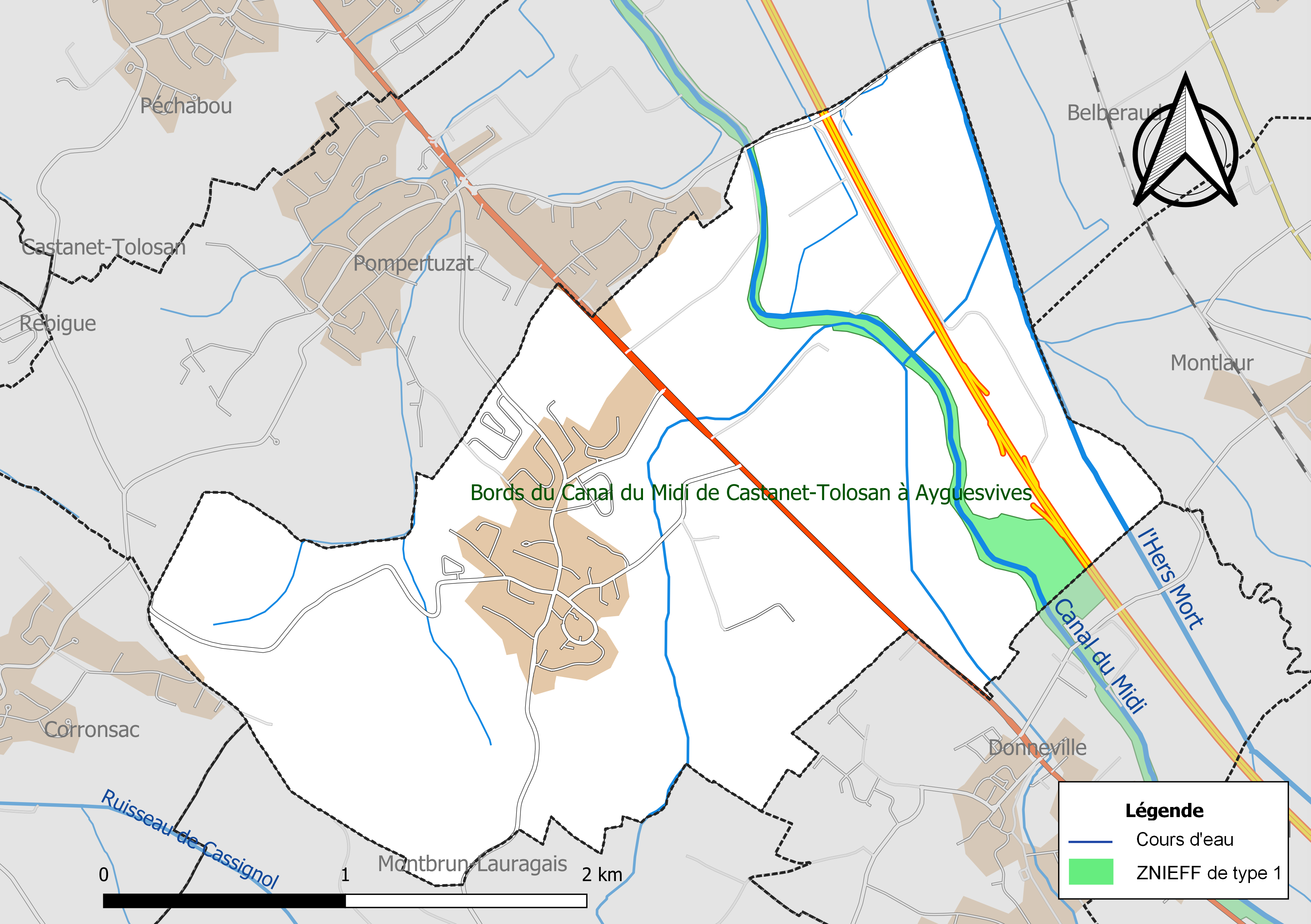
Carte de la ZNIEFF de type 1 localisée sur la commune.

L’inventaire des zones naturelles d'intérêt écologique, faunistique et floristique (ZNIEFF) a pour objectif de réaliser une couverture des zones les plus intéressantes sur le plan écologique, essentiellement dans la perspective d’améliorer la connaissance du patrimoine naturel national et de fournir aux différents décideurs un outil d’aide à la prise en compte de l’environnement dans l’aménagement du territoire.
Une ZNIEFF de type 1 est recensée sur la commune :
les « bords du Canal du Midi de Castanet-Tolosan à Ayguesvives » (77 ha), couvrant 7 communes du département.

## Urbanisme

### Typologie
Au 1er janvier 2024, Deyme est catégorisée ceinture urbaine, selon la nouvelle grille communale de densité à sept niveaux définie par l'Insee en 2022.
Elle appartient à l'unité urbaine de Toulouse, une agglomération inter-départementale regroupant 81  communes, dont elle est une commune de la banlieue,,. Par ailleurs la commune fait partie de l'aire d'attraction de Toulouse, dont elle est une commune de la couronne,. Cette aire, qui regroupe 527 communes, est catégorisée dans les aires de 700 000 habitants ou plus (hors Paris),.

### Occupation des sols
L'occupation des sols de la commune, telle qu'elle ressort de la base de données européenne d’occupation biophysique des sols Corine Land Cover (CLC), est marquée par l'importance des territoires agricoles (84,4 % en 2018), en diminution par rapport à 1990 (87,6 %). La répartition détaillée en 2018 est la suivante : 
terres arables (61,1 %), zones agricoles hétérogènes (17,3 %), zones urbanisées (9,9 %), prairies (6 %), forêts (5,7 %). L'évolution de l’occupation des sols de la commune et de ses infrastructures peut être observée sur les différentes représentations cartographiques du territoire : la carte de Cassini (XVIIIe siècle), la carte d'état-major (1820-1866) et les cartes ou photos aériennes de l'IGN pour la période actuelle (1950 à aujourd'hui).

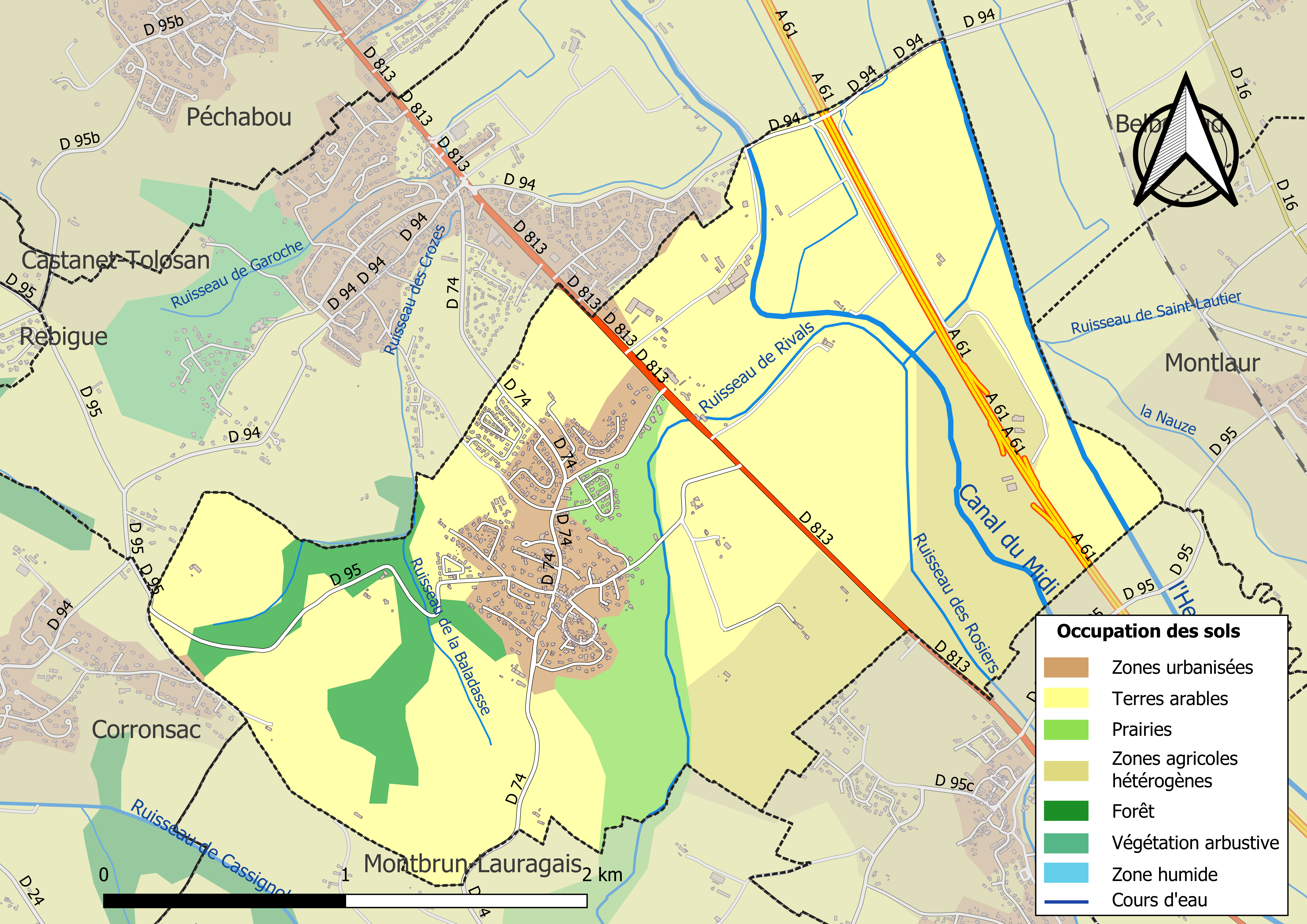
Carte des infrastructures et de l'occupation des sols de la commune en 2018 (CLC).

### Voies de communication et transports
Accès avec la route départementale D 813 ancienne route nationale 113. L'autoroute des Deux Mers passe sur la commune et abrite l'aire d'autoroute de Toulouse Sud.
La ligne 205 du réseau Tisséo relie la commune à Castanet-Tolosan, permettant des correspondances avec la ligne de bus à haut niveau de service Linéo L6 en direction de la station Ramonville du métro de Toulouse.

### Risques majeurs
Le territoire de la commune de Deyme est vulnérable à différents aléas naturels : météorologiques (tempête, orage, neige, grand froid, canicule ou sécheresse), inondations et séisme (sismicité très faible). Il est également exposé à un risque technologique, la rupture d'un barrage. Un site publié par le BRGM permet d'évaluer simplement et rapidement les risques d'un bien localisé soit par son adresse soit par le numéro de sa parcelle.

#### Risques naturels
Certaines parties du territoire communal sont susceptibles d’être affectées par le risque d’inondation par débordement de cours d'eau, notamment l'Hers-Mort. La commune a été reconnue en état de catastrophe naturelle au titre des dommages causés par les inondations et coulées de boue survenues en 1982, 1983, 1991, 1992, 1993, 1999 et 2009,.

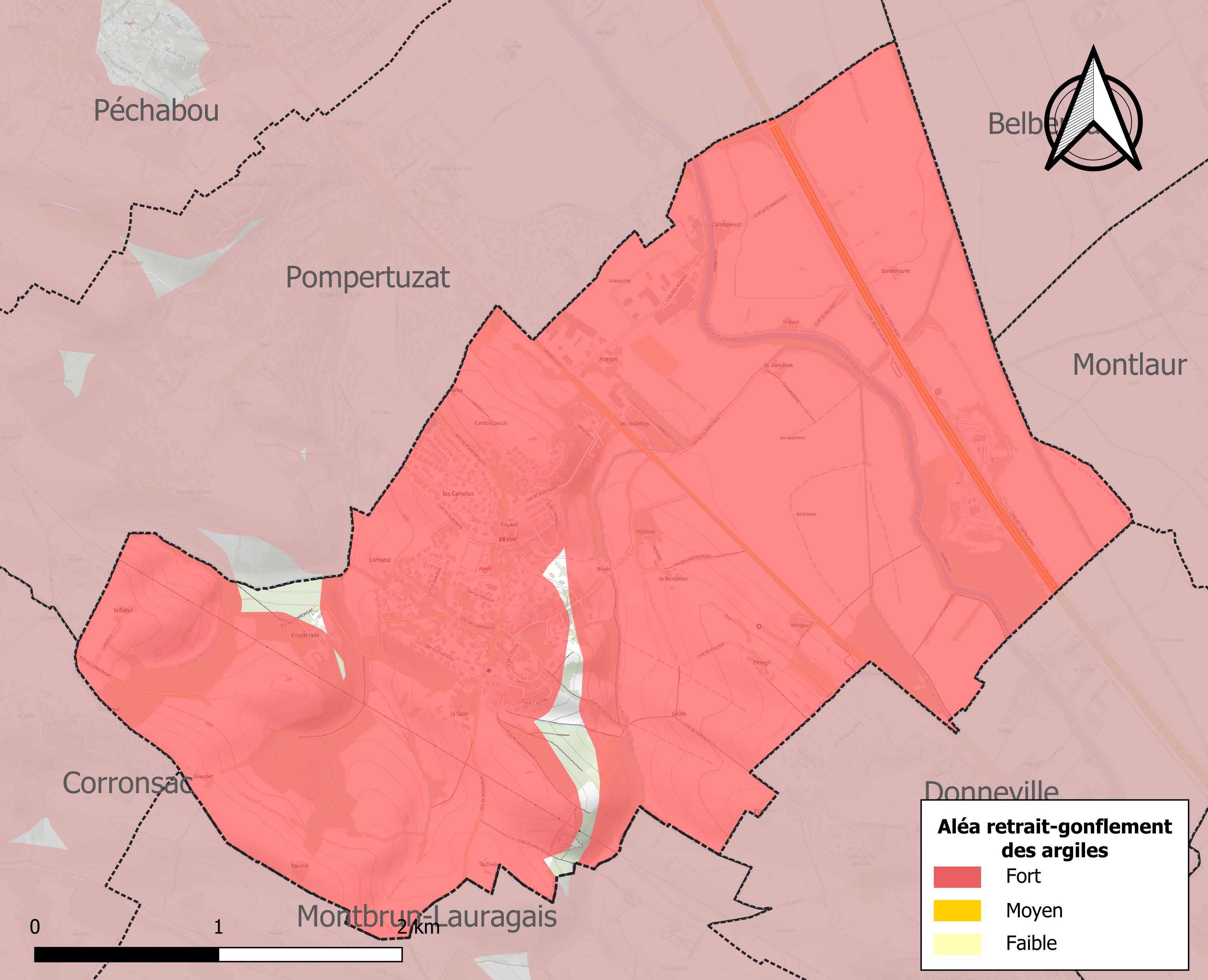
Carte des zones d'aléa retrait-gonflement des sols argileux de Deyme.

Le retrait-gonflement des sols argileux est susceptible d'engendrer des dommages importants aux bâtiments en cas d’alternance de périodes de sécheresse et de pluie. 97,8 % de la superficie communale est en aléa moyen ou fort (88,8 % au niveau départemental et 48,5 % au niveau national). Sur les 415 bâtiments dénombrés sur la commune en 2019, 409 sont en aléa moyen ou fort, soit 99 %, à comparer aux 98 % au niveau départemental et 54 % au niveau national. Une cartographie de l'exposition du territoire national au retrait gonflement des sols argileux est disponible sur le site du BRGM,.
Par ailleurs, afin de mieux appréhender le risque d’affaissement de terrain, l'inventaire national des cavités souterraines permet de localiser celles situées sur la commune.
Concernant les mouvements de terrains, la commune a été reconnue en état de catastrophe naturelle au titre des dommages causés par la sécheresse en 1989, 1998, 2003 et 2016 et par des mouvements de terrain en 1983 et 1999.

#### Risques technologiques
La commune est en outre située en aval du barrage de l'Estrade sur la Ganguise (département de l'Aude). À ce titre elle est susceptible d’être touchée par l’onde de submersion consécutive à la rupture de cet ouvrage.

## Histoire
Petit village datant des temps féodaux, il a su garder les marques du passé, avec son église et ses chemins aux noms évocateurs : Monges, Crucifix, qui restent là au fil des années témoins des temps ancestraux. Le village pourrait devoir son nom à sa situation au dixième double mille de la Via Aquitania depuis Tolosa : decima.
Au milieu du XVIIe siècle, plusieurs seigneurs se partageaient la justice foncière de Deymé : Noble Jean de Caussin écuyer, Me Jean de Blandinières lieutenant en l'élection de Lomagne, Marie de Blandinières comme veuve de Noble Jacques de Monserat bourgeois de Toulouse et François Prieur chirurgien du Roy. Leur succéderont vers 1670 Bernard de Caussin, Me Étienne de Palarin, Pierre de Monserat et Felix Prieur du Preslier ci-devant secrétaire de Monseigneur le Duc d'Orléans.

## Politique et administration

### Administration municipale
Le nombre d'habitants au recensement de 2017 étant compris entre 500 habitants et 1 499 habitants, le nombre de membres du conseil municipal pour l'élection de 2020 est de quinze,.

### Rattachements administratifs et électoraux
Commune faisant partie de la dixième circonscription de la Haute-Garonne, du Sicoval et du canton d'Escalquens (avant le redécoupage départemental de 2014, Deyme faisait partie de l'ex-canton de Montgiscard).

### Liste des maires
| Période                                  | Période                  | Identité        | Étiquette | Qualité           |
| ---------------------------------------- | ------------------------ | --------------- | --------- | ----------------- |
| Les données manquantes sont à compléter. |                          |                 |           |                   |
| avant 1981                               | ?                        | Roger Deluc     | DVG       |                   |
| mars 2001                                | 2008                     | Paul Daubèze    |           |                   |
| mars 2008                                | octobre 2015 (démission) | Michel Valverde | DVG       | Chef d'entreprise |
| décembre 2015                            | En cours                 | Eric Borra      |           |                   |

## Population et société

### Démographie
L'évolution du nombre d'habitants est connue à travers les recensements de la population effectués dans la commune depuis 1793. Pour les communes de moins de 10 000 habitants, une enquête de recensement portant sur toute la population est réalisée tous les cinq ans, les populations de référence des années intermédiaires étant quant à elles estimées par interpolation ou extrapolation. Pour la commune, le premier recensement exhaustif entrant dans le cadre du nouveau dispositif a été réalisé en 2007.

En 2022, la commune comptait 1 412 habitants, en évolution de +26,18 % par rapport à 2016 (Haute-Garonne : +8,02 %, France hors Mayotte : +2,11 %).
| 1793 | 1800 | 1806 | 1821 | 1831 | 1836 | 1841 | 1846 | 1851 |
| ---- | ---- | ---- | ---- | ---- | ---- | ---- | ---- | ---- |
| 335  | 353  | 334  | 363  | 338  | 389  | 368  | 385  | 384  |

| 1856 | 1861 | 1866 | 1872 | 1876 | 1881 | 1886 | 1891 | 1896 |
| ---- | ---- | ---- | ---- | ---- | ---- | ---- | ---- | ---- |
| 350  | 358  | 310  | 293  | 278  | 277  | 279  | 257  | 258  |

| 1901 | 1906 | 1911 | 1921 | 1926 | 1931 | 1936 | 1946 | 1954 |
| ---- | ---- | ---- | ---- | ---- | ---- | ---- | ---- | ---- |
| 250  | 214  | 214  | 193  | 187  | 170  | 197  | 219  | 233  |

| 1962 | 1968 | 1975 | 1982 | 1990 | 1999 | 2006 | 2007 | 2012 |
| ---- | ---- | ---- | ---- | ---- | ---- | ---- | ---- | ---- |
| 164  | 193  | 260  | 430  | 652  | 835  | 870  | 874  | 860  |

| 2017  | 2022  | - | - | - | - | - | - | - |
| ----- | ----- | - | - | - | - | - | - | - |
| 1 192 | 1 412 | - | - | - | - | - | - | - |

| selon la population municipale des années : | 1968 | 1975 | 1982 | 1990 | 1999 | 2006 | 2009 | 2013 |
| Rang de la commune dans le département      | 374  | 271  | 199  | 170  | 160  | 169  | 174  | 173  |
| Nombre de communes du département           | 592  | 582  | 586  | 588  | 588  | 588  | 589  | 589  |

### Enseignement
Deyme fait partie de l'académie de Toulouse.
L'éducation est assurée par un regroupement pédagogique intercommunal pour les classes de la maternelle commune de Pompertuzat et primaire à Deyme.

## Santé
Kinésithérapeute,

### Culture et festivités
Foire, chorale, fête de la musique, salle des fêtes, fête locale (fin septembre), camping (Les Violettes),

### Activités sportives
- Karaté style shotokai[41], gymnastique, tennis, football, aéromodélisme (club de l'Hers), boulodrome, football; tennis,

### Écologie et recyclage
La collecte et le traitement des déchets des ménages et des déchets assimilés ainsi que la protection et la mise en valeur de l'environnement se font dans le cadre du Sicoval.

## Économie

### Revenus
En 2018  (données Insee publiées en septembre 2021), la commune compte 501 ménages fiscaux, regroupant 1 270 personnes. La médiane du revenu disponible par unité de consommation est de 27 110 € (23 140 € dans le département).

### Emploi
|                | 2008  | 2013  | 2018  |
| -------------- | ----- | ----- | ----- |
| Commune        | 4,2 % | 4,5 % | 6,1 % |
| Département    | 7,7 % | 9,6 % | 9,3 % |
| France entière | 8,3 % | 10 %  | 10 %  |

En 2018, la population âgée de 15 à 64 ans s'élève à 797 personnes, parmi lesquelles on compte 83,2 % d'actifs (77,1 % ayant un emploi et 6,1 % de chômeurs) et 16,8 % d'inactifs,. Depuis 2008, le taux de chômage communal (au sens du recensement) des 15-64 ans est inférieur à celui de la France et du département.
La commune fait partie de la couronne de l'aire d'attraction de Toulouse, du fait qu'au moins 15 % des actifs travaillent dans le pôle,. Elle compte 348 emplois en 2018, contre 270 en 2013 et 213 en 2008. Le nombre d'actifs ayant un emploi résidant dans la commune est de 622, soit un indicateur de concentration d'emploi de 56,1 % et un taux d'activité parmi les 15 ans ou plus de 71 %.
Sur ces 622 actifs de 15 ans ou plus ayant un emploi, 79 travaillent dans la commune, soit 13 % des habitants. Pour se rendre au travail, 87,3 % des habitants utilisent un véhicule personnel ou de fonction à quatre roues, 5,1 % les transports en commun, 4,8 % s'y rendent en deux-roues, à vélo ou à pied et 2,7 % n'ont pas besoin de transport (travail au domicile).

### Activités hors agriculture

#### Secteurs d'activités
94 établissements sont implantés  à Deyme au 31 décembre 2019. Le tableau ci-dessous en détaille le nombre par secteur d'activité et compare les ratios avec ceux du département,.
| Secteur d'activité                                                                                        | Commune | Commune | Département |
| Secteur d'activité                                                                                        | Nombre  | %       | %           |
| --- | ------- | ------- | ----------- |
| Ensemble                                                                                                  | 94      | 100 %   | (100 %)     |
| Industrie manufacturière, industries extractives et autres                                                | 7       | 7,4 %   | (5,7 %)     |
| Construction                                                                                              | 17      | 18,1 %  | (12 %)      |
| Commerce de gros et de détail, transports, hébergement et restauration                                    | 18      | 19,1 %  | (25,9 %)    |
| Information et communication                                                                              | 1       | 1,1 %   | (4,1 %)     |
| Activités financières et d'assurance                                                                      | 5       | 5,3 %   | (3,8 %)     |
| Activités immobilières                                                                                    | 3       | 3,2 %   | (4,2 %)     |
| Activités spécialisées, scientifiques et techniques et activités de services administratifs et de soutien | 24      | 25,5 %  | (19,8 %)    |
| Administration publique, enseignement, santé humaine et action sociale                                    | 8       | 8,5 %   | (16,6 %)    |
| Autres activités de services                                                                              | 11      | 11,7 %  | (7,9 %)     |

Le secteur des activités spécialisées, scientifiques et techniques et des activités de services administratifs et de soutien est prépondérant sur la commune puisqu'il représente 25,5 % du nombre total d'établissements de la commune (24 sur les 94 entreprises implantées  à Deyme), contre 19,8 % au niveau départemental.

#### Entreprises et commerces
Les cinq entreprises ayant leur siège social sur le territoire communal qui génèrent le plus de chiffre d'affaires en 2020 sont : 
- Ab7 Sante - Ab7 Iv, fabrication de pesticides et d'autres produits agrochimiques (17 476 k€)
- A B 7 Industries, fabrication de pesticides et d'autres produits agrochimiques (15 276 k€)
- Ab7 Innovation, recherche-développement en autres sciences physiques et naturelles (1 668 k€)
- Interaxion, commerce de gros (commerce interentreprises) de boissons (1 014 k€)
- Autan Environnement, nettoyage courant des bâtiments (987 k€)

L'économie de la commune est liée à l'agriculture basée sur la culture de céréales (maïs, tournesol, blé...) qui a encore une place importante mais tende à diminuer en faveur de zones résidentielles liées à la proximité de l'agglomération toulousaine puisque étant dans son aire urbaine.
Deyme est un village résidentiel, proche des axes routiers, à quelques minutes de Toulouse, de ses universités et des zones d'activités comme Labège Innopole.
Deyme reste rural même si la majorité de sa population est d'origine urbaine.

### Agriculture
|               | 1988 | 2000 | 2010 | 2020 |
| ------------- | ---- | ---- | ---- | ---- |
| Exploitations | 8    | 5    | 7    | 7    |
| SAU (ha)      | 321  | 255  | 719  | 308  |

La commune est dans le Lauragais, une petite région agricole occupant le nord-est du département de la Haute-Garonne, dont les coteaux portent des grandes cultures en sec avec une dominante blé dur et tournesol. En 2020, l'orientation technico-économique de l'agriculture  sur la commune est la culture de céréales et/ou d'oléoprotéagineuses. Sept exploitations agricoles ayant leur siège dans la commune sont dénombrées lors du recensement agricole de 2020 (huit en 1988). La superficie agricole utilisée est de 308 ha,,.

## Culture locale et patrimoine

### Lieux et monuments
- Aqueduc de la Joncasse, aqueduc inscrit aux monuments historiques en 1998.
- Pont de Deyme inscrit aux monuments historiques en 1998.
- Église Sainte-Madeleine.

### Personnalités liées à la commune
- Louis-Philippe de Durfort (12 janvier 1733 – Turin, 1800), militaire français du XVIIIe siècle.
- Félicité Jean Louis de Durfort, (Paris, 4 mars 1752 – Venise, 10 mars 1801), est un militaire et diplomate français du XVIIIe siècle.
- Armand Céleste de Durfort (Paris, 16 mai 1774 – 17 décembre 1856), est un militaire français des XVIIIe et XIXe siècles.
- Maison de Durfort
- Amandine Marshall[47], égyptologue

## Pour approfondir